# LibreOffice
LibreOffice（發音：/ˌliː.brəˈɒ.fɪs/）是由文檔基金會開發的自由及開放原始碼的辦公室套件。LibreOffice套件包含文書處理器、電子試算表、演示文稿程式、向量圖形編輯器和圖表工具、資料庫管理程式及建立和編輯數學公式的應用程式。
LibreOffice可執行於各種系統平台，包括Microsoft Windows、MacOS（10.9或更新）及GNU/Linux（包括LibreOffice Viewer for Android）。
計畫目標是成為一個具開放文件格式（ODF）支援、獨立於任何廠商之外、真正不受私有版权制约的辦公室套件。它的名字是經過針對商標的調查之後而起的，是一個混合詞，第一部分「Libre」来自拉丁语，意为「自由」，第二部分「Office」則為英語「辦公室」單字。

## 概覽

### 包含的应用
| 组件 | 组件    | 说明 |
| ---- | ------- | --- |
|      | Writer  | 一款与Microsoft Word或WordPerfect有着类似功能和文件支持的文字处理器。它包含大量所见即所得的文字处理能力，但也可作为一个基本的文本编辑器来使用。 |
|      | Calc    | 一款电子试算表程序，类似于Microsoft Excel或Lotus 1-2-3。它包含大量特有的特性，包括一个基于用户可用的信息来自动定义图标系列的系统。 |
|      | Impress | 一款类似Microsoft PowerPoint的演示文稿程序。支持PPTX、ODP等多种格式。 |
|      | Draw    | 一款类似的Microsoft Visio的矢量图形编辑器和图表工具，特性上和早期版本的CorelDRAW具有可比性。它提供了多种线性在形状间进行连接，便于绘制像流程图这样的图表。它还包括了一些特性类似于桌面出版软件，如Scribus和Microsoft Publisher。 |
|      | Base    | 一款数据库管理程序，类似于Microsoft Access。LibreOffice Base可以创建和管理数据库、表单和报告，为最终用户提供访问数据的便捷方法。就像Access那样，它可以被用来创建使用文件保存的小型嵌入式数据库（使用基于C++的Firebird和基于Java的HSQLDB作为存储引擎），对于更加复杂的任务，它还可以被用作多种数据库系统的前端，包括Access数据库（JET）、ODBC/JDBC数据源以及MySQL或PostgreSQL。 |
|      | Math    | 一款被设计用来创建和编辑数学公式的应用程序。使用OpenDocument说明中定义的XML的变体来创建公式。这些公式可以通过集成在文档中被其他LibreOffice组件使用，如Writer或Calc。 |

### 支援的格式
LibreOffice可以以多种文件格式导入和导出文档，它的原生格式是开放文档格式（ODF）。支持读写Microsoft Office使用的格式，包括在Microsoft Office 2007以上所使用的Office Open XML，扩展名为.docx、.pptx和.xlsx，以及Microsoft Office 95和97–2003所使用的更早的格式，扩展名为.doc、.ppt和.xls。富文本格式（.rtf）和OpenOffice.org XML格式也同样被支持。
LibreOffice支持VBA巨集，可以导入Microsoft Works和Lotus Word Pro的文件。LibreOffice Draw从初次发布就原生支持打开SVG文件，而Apache OpenOffice Draw直到3.4才得以实现。支持增强的EMF绘图以及WordPerfect图形导入。LibreOffice 3.5版中，引入了一个新的Visio .vsd过滤器。

## 历史

### 最初版本
许多非太阳微系统（Sun Microsystems）员工的OpenOffice.org开发者希望能以更平等的地位参与贡献，Sun于2001年提议让OpenOffice.org的开发完全由中立的基金会主持。
Ximian和Novell维护了ooo-build patch set（一个由Michael Meeks领导的项目），以便在Linux上更简单地构建。还有一个原因是Sun对外围开发者的贡献接受速度十分缓慢，即使这些贡献来自它的合作伙伴。ooo-build跟踪了主线的开发工作，其目的并非创建一个分支。它也成为许多Linux发行版的标准编译架构，并得到这些发行版的贡献。
2007年Novell通过一个名叫Go-oo的软件包提供了ooo-build（早在2005年，ooo-build就已经使用了go-oo.org域名）。这个软件包包含很多未被上游接受的改进。Go-oo也激励了外围开发者参与贡献，并且这些参与规则后来被LibreOffice接受。
Sun对OpenOffice.org的贡献在这段时间有所下降，但他们仍然不情愿接受贡献。并且贡献者也感到不满，因为Sun通过一个专有授权（而非开源协议）向IBM Lotus Symphony提供了OpenOffice.org的代码。
2010年甲骨文公司（Oracle）收购了Sun。OpenOffice.org社区成员疑虑甲骨文对待开源社区的态度、与Google关于Java的诉讼、对开发人员的清理及对OpenOffice.org投入的缺乏。正如业界人士所注意到的，Meeks在2010年9月所写：“来自Oracle OpenOffice会议的新闻是没有新闻。”随后社区成员决定讨论建立分支。

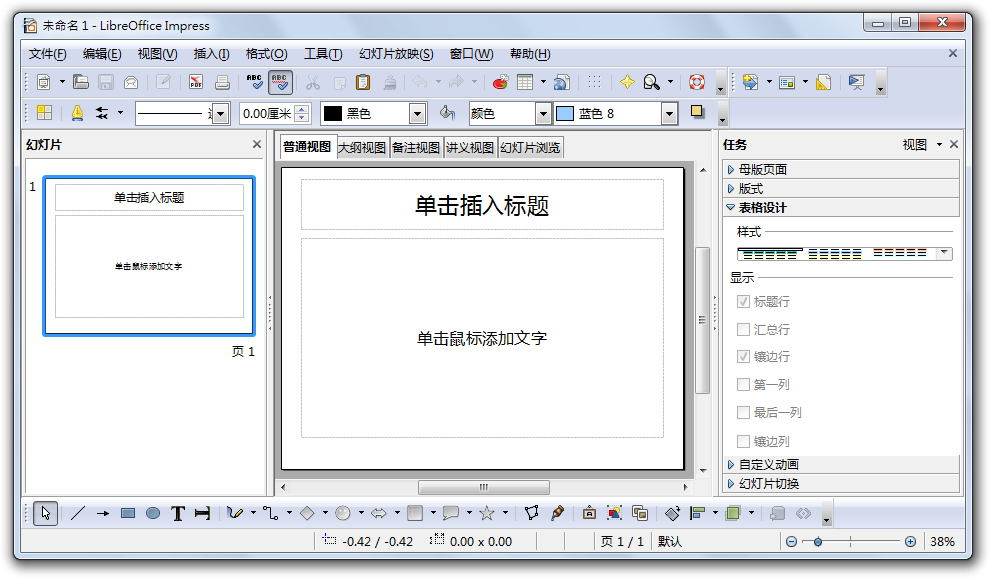
LibreOffice Impress 3.3

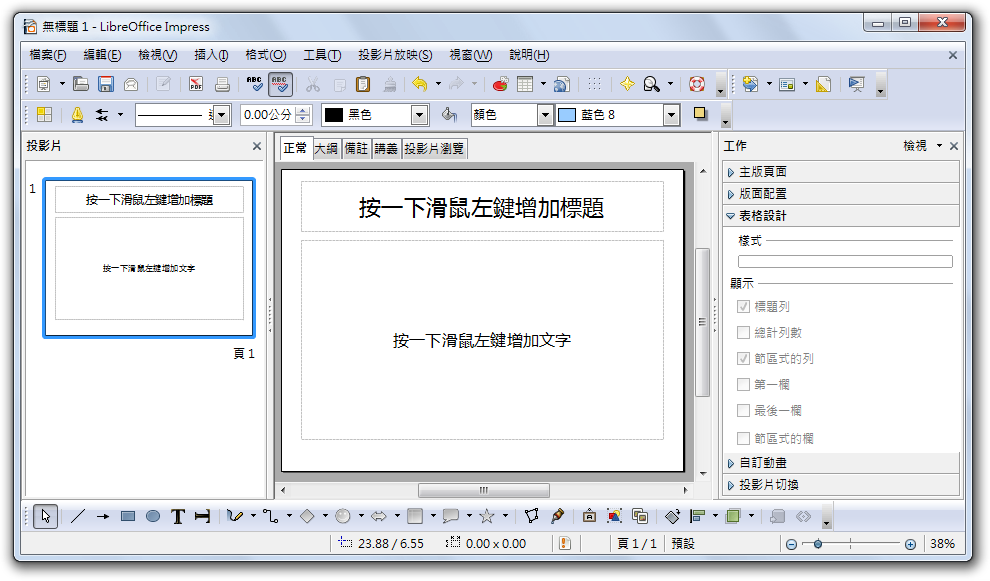
LibreOffice Impress 3.3

在2010年9月28日，幾個OpenOffice.org的開發成員成立了文檔基金會（The Document Foundation）以發展LibreOffice計劃，同時希望接手開發被甲骨文公司放棄的OpenOffice.org計劃；最初文檔基金會也邀請甲骨文成為其中的一員，但是甲骨文拒絕提供OpenOffice.org的品牌給文件基金會使用。隨後甲骨文要求參與文檔基金會的成員退出OpenOffice.org的開發社群，因為甲骨文認為參與文檔基金會和該公司的利益發生衝突。最初「LibreOffice」只是文件基金會暫定的名稱，然而由於甲骨文拒絕基金會的請求而成為正式的軟體名稱。
隨後Go-oo決定支持LibreOffice，宣佈停止開發，並且把開發成果合併到LibreOffice中。
最終，甲骨文宣佈停止OpenOffice.org的商業支援。2011年6月，甲骨文宣布将OpenOffice.org捐赠给Apache軟體基金会，未来OpenOffice.org的发展将由Apache軟體基金会主导，後來成為Apache OpenOffice。

### 发布计划
文档基金会计划每六个月发布一个新的LibreOffice主要版本。
基金会提供两种不同的LibreOffice版本。最新版本（Fresh，新鮮版）为用户最新的的增强特性，较早版本（Still，安定版）适用于需要稳定的用户。

### 發行歷史
| 版本     | 發行日期      | 說明 | 軟體截圖 |
| -------- | ------------- | --- | -------- |
| 3.3 beta | 2010年9月28日 | 基于OpenOffice.org 3.3的LibreOffice 3.3.0 Beta 1版本于2010年9月28日发布，并且下载量达到8万多次。 |          |
| 3.3      | 2011年1月25日 | 3.3版本作为第一个稳定版本于2011年1月25日发布。由于Document Foundation以及大多数该软件开发者认为LibreOffice是OpenOffice.org的直接继承，因此LibreOffice延续了OpenOffice.org的版本号。 LibreOffice 3.3增加了一些OpenOffice.org没有的功能，主要和Sun以及后来的Oracle的版权要求有关。大多数3.3版本中的特性直接来自一些已经存在的插件以及Go-oo。其中LibreOffice独有的特性有： - SVG图像导入 - Lotus Word Pro和Microsoft Works导入过滤器 - 增强的WordPerfect导入 - 标题页对话框 - Navigator允许标题像在树状视图中那样被展开 - "实验"模式允许用户试用未完成的特性 - 一些插件扩展，包括Impress中的Presenter View - 彩色文档图标 - 以普通XML格式读取和保存ODF文档，以简化外部XSLT处理 - PPTX图表导入 - 大幅更新RTF导出 - 嵌入标准PDF字体 |          |
| 3.4      | 2011年6月3日  | 3.4.0版本于2011年6月3日发布。3.4的早期版本包含一些bug，包括与Microsoft Office的兼容性问题，因此只适用于那些早期使用者。到了3.4.2版本，已经适用于企业使用了。 3.4版本的新特性和增强包括： - 内存使用增强 - Calc的增强，包括速度的提高，以及与Microsoft Excel的兼容性，包括数据透视表（之前在OOo/LO中被称为DataPilot）、不限制字段个数，以及一个重新设计的移动/复制对话框。 - 不需要关闭Writer的样式编辑对话框就可以查看新样式效果。 - 上千行的德语注释被翻译成英语。 - 超过5,000行无用代码从Writer、Calc和Impress中被删除。 - 增强GTK+主题集成。 - Linux版本使用Cairo渲染字体，使LibreOffice中的文本与其他桌面软件相同。 - 减少LibreOffice对Java的依赖。 - 继续将LibreOffice构建脚本移植到Make - 移除以StarOffice文件格式保存文档 |          |
| 3.5      | 2012年2月14日 | 3.5版本于2012年2月14日发布。新特性包括： - Visio .vsd导入。 - 原生PostgreSQL驱动。 - Java 7支持。 - ODF文件支持AES加密。 - .msi Windows Installer。 - 增强的Office Open XML支持。 - 新增在线更新检查器。默认情况下，这个特性不是全自动的。 |          |
| 3.6      | 2012年8月8日  | 3.6版本于2012年8月8日发布。新特性包括： - Calc中对于色标和数据条的支持。 - 在状态栏中增加字数统计。 - 带水印选项的PDF导出。 - 10款新的Impress母版页。 - 支持导入Office SmartArt。 - Corel Draw文档的导入过滤器。 |          |
| 4.0      | 2013年2月7日  | 4.0版本于2013年2月7日发布。新特性包括： - 支持导入/导出原生RTF数学表达式。 - Microsoft Publisher出版物导入过滤器。 - 支持从Visio 1.0到Visio 2013所有版本的Visio文件 - 提升XLSX读取时间。 - 多项DOCX增强。 - CMIS支持。 - 对Firefox Personas的支持。 - 支持在Writer中对一定范围文本的注释。 - PDF导入、演示控制台和Python脚本提供者现在成为核心特性。 |          |
| 4.1      | 2013年7月25日 | 4.1版本于2013年7月25日发布。新特性包括： - 側邊欄。 - 圖片旋轉改進。 - 漸層背景。 - 嵌入字型於文件內。 - Linux上使用HarfBuzz、OS X上使用Core Text以支援複雜文字排版。 - 匯入多於六萬四千個表格單元的大型HTML文件。 - 匯入／匯出圖表成為.odc檔，以及匯出成多種向量圖形格式。 - OOXML及RTF格式的bug修復及改進。 - EMF+元數據的初步實現。 - 支援一些舊的Mac檔案格式 。 |          |
| 4.2      | 2014年1月30日 | 4.2版本于2014年1月30日发布。新特性包括： - Calc效能改進及經由顯示卡使用OpenCL進行計算。 - PDF引擎從Xpdf更換為Poppler。 - 改進MathML匯入。 - 在數學等式中自動封閉括弧。 - 加入WEBSERVICE及FILTERXML函數到Calc中以使其可以訪問網路資料。 - 加入“搜尋所有”到搜尋條。 - 新的單色圖示集，"Sifr"。 |          |
| 4.3      | 2014年7月30日 | 4.3版本于2014年7月30日发布。新特性包括： - DOCX匯入/匯出使用全新的基於DrawingML的形狀及文字框架過濾器。 - 改進PDF匯入。 - 段落符號等非列印文字變為淡藍色。 - 在Writer中的一個段落現在可以達到最多65535個字節(最多2GB)。 - 現在圖片預設為按比例縮放，需按住shift鍵才能隨意調整尺寸。 - 現在可以在邊界上列印註釋。 |          |
| 4.4      | 2015年1月29日 | 4.4版本於2015年1月29日釋出。新特性包括： - 側邊欄現在在Writer中預設啟用。 - 可以直接從LibreOffice中直接連接至OneDrive及SharePoint 2010/2013。 - Draw現在可以匯入Adobe PageMaker檔案。 - 在Windows上現在可以對PDF檔案進行數位簽章。 - Writer及Calc中的工具列按鈕已被重新組織及改善擺放位置。 - 新的顏色選取器： - 顯示最近使用過的文件顏色。 - 支援不同的調色板及.gpl GIMP調色盤檔案格式。 - 現在可以從MacDraw、MacDraw II、Mac版的RagTime（第二版及第三版）匯入檔案到Draw及Writer中。 - 支援 Retina 解析度。 |          |
| 5.0      | 2015年8月5日  | 5.0版本於2015年8月5日釋出。新特性包括： - Writer可以在側邊欄中預覽文字樣式與格式。 - 對Microsoft Word文字突顯及陰影的相容性改進。 - 圖片剪裁改進。 - 多種檔案格式相容相改進。 - 原生支援 Windows 64位元版本。 - 新的 Breeze 圖示集，以及既有圖示集改進。 - 在Android版本加入基礎編輯能力。 |          |
| 5.1      | 2016年2月10日 | 5.1版本於2016年2月10日釋出。新特性包括： - 現在在KDE、Xfce及MATE桌面環境中播放簡報時，也可以防止螢幕進入螢幕保護程式的狀態。 - 所有的過場動畫現在都已移植到OpenGL 2.1以上。 - MathML相關的功能作了許多調整。 - 現在可以直接利用鍵盤的Alt+X快捷鍵在LibreOffice中輸入Unicode符號。 - 原生支援匯入Gnumeric格式。 |          |
| 5.2      | 2016年8月3日  | 5.2版本於2016年8月3日釋出。新特性包括： - 新的繪圖工具。 - 新增單一工具列模式。 - 在列印窗口中列印之檔案。 - 在存儲按鈕中將檔案存儲為範本。 |          |
| 5.3      | 2017年2月1日  | 5.3版本於2017年2月1日釋出。新特性包括： - 新的用於跳至某頁的對話框。 - 實作表格樣式。 - 新的用於箭頭的繪圖工具。 - 新增合並非空白表格的選項。 - 啓動Impress時選取範本。 - 升級Firebird至3.0.0。 - 新的跨平臺複雜文字排版引擎，基於HarfBuzz。 - 啓用從左向右的竪版模式。 - 增添四種工具列模式。 |          |
| 5.4      | 2017年7月28日 | 5.4版本於2017年7月28日釋出。新特性包括： - 在格式選單中插入浮水印。 - 存儲CSV匯出設定。 - 基於RYB模式的標準調色盤。 - 在Linux上使用OpenPGP金鑰為ODF檔簽章。 - 在Linux和macOS上使用ECDSA金鑰。 - 改用PDFium渲染PDF檔。 這是最後一個支援Windows XP及Vista的版本。 |          |
| 6.0      | 2018年1月31日 | 6.0版本於2018年1月31日釋出。新特性包括： - 新的預設表格樣式。 - 依指定語法的拼寫檢查。 - 在Writer中增添「表單」選單。 - 合併列印時用odt檔、xlsx檔案格式做為資料來源。 - 表格中的選定圖形匯出為PNG或JPG。 - 10個新簡報範本。 - 簡報預設為16:9螢幕。 - 跨平臺的OpenPGP簽章支援。 - 新增Elementary主題。 - 重做特殊字元窗口。 - 支援匯入QuarkXPress 3–4檔案及匯出EPUB檔案。 - 添加Noto字型。 |          |
| 6.1      | 2018年8月8日  | 6.1版本於2018年8月8日釋出。新特性包括： - 多個針對Ruby字元的改進。 - 通過插入選單創建簽章綫。 - 多個針對EPUB匯出的改進。 - 為插入單元格的圖片排序。 - 實驗模式中預設使用Firebird引擎。 - 新的正體中文和簡體中文字型使用順序。 - 新的應用程式圖示。 |          |
| 6.2      | 2019年2月7日  | 6.2版本於2019年2月7日釋出。新特性包括： - Writer可向表格中複製粘貼表格。 - 存儲UTF-8及UTF-16編碼的文本文件可以不用BOM。 - Calc資料檢驗支援自訂公式。 - 添加REGEX函式以使用正規表示式。 - Firebird引擎可以公開使用。 - BASIC完全支援Firebird。 - 添加Source Serif Pro字型。 - Notebookbar工具列可以公開使用。 |          |
| 6.3      | 2019年8月8日  | 6.3版本於2019年8月8日釋出。新特性包括： - 針對mRNA, iPhone, fMRI之類的單詞規避首字母大寫轉換 - 從DOCX drawingML圖形匯入圖表 - 為俄羅斯盧布使用₽作為貨幣符號 - 添加FOURIER函式 - 允許遮罩文章內容 |          |
| 6.4      | 2020年1月29日 | 新功能包括： Writer： - 標記註釋為已完成的選項 - 在文字框中實現逆時針旋轉九十度的文字方向 - 在圖像及圖表中插入註釋 - 新增粘貼表格内容進入現有表格的環境選單 Calc： - 各個行列的當頭改用平面化設計 - XLSX檔案的密碼長度不再限定為15位 - 匯出全表為PDF檔案的選項 Impress & Draw： - 新增「移除超連結」環境選單項 - 新增「合並文字」環境選單項 - 互動操作僅在放映簡報時執行 - 地圖僅在鍵入Ctrl+Click快速鍵時響應以追蹤超連結 - 地圖中的超連結可在放映簡報時使用 Base： - Access2Base API可從Python調用 BASIC： - 實現存儲為Word 2000及Word.VBA檔案的操作 核心/通用： - 内部路徑在介面上顯示 - 新增允許或禁止向文件基金會反饋的選項 - 統一超連結相關環境選單項 - 新增QR碼生成器 使用者介面： - 啟動中心中的檔案略圖用相應組件的圖示標注 - Writer側欄增加表格面板 |          |
| 7.0      | 2020年8月5日  | 新功能包括： Writer： - 實現Writer列表的加零對齊 - 實現文本半透明的支援 - 增加實驗性通用無障礙功能 Calc： - TEXT() 允許第二個參數為空 - 提升含大量圖檔的XLSX檔案的開啓速度 Impress & Draw： - 下標預設大小回復至8%，修正文字框中上下標自動定位 - 實現文本半透明的支援 - 提升在用動畫特效的列表中輸入文字速度 - 提升在表格中進入到編輯模式時的速度 Base： - 巨集的簽名可以被驗證 Math： - 添加RGB自訂顏色。 - 添加Laplace符號 核心/通用： - Cairo圖形函式庫由Skia取代 - 實現對象的輝光特效 - 導航器的類別為空時會顯示為灰色 - 導航器的所有對象（標題、表格、框架、圖像等）皆有自己的環境選單以進行跳轉、編輯、刪除、重命名等操作 - 導航器中的標題的環境選單有升級/降級項 - 導航器中的表格可從環境選單插入 - 導航器中的標題增添大綱追蹤功能。 Calc： - 數字格式：?在匯出為ODF時得到支援以代表整數，若為沒有意義的0則替換為空格，並且諸如[SS].00之類的時間格式可以被接受 - 複製到另一個文件的工作表維持使用者定義的列印範圍 - 祠服器設定被存儲于文件，並且頁面樣式即便未被使用仍會被匯出 - 支援用於圖形與註解的繪圖樣式 Impress & Draw： - 新的導航介面用於切換簡報中的各個頁面 - 對象可於導航器中從前往後列舉 - 在PDFium匯入時支援自由文本註解，以及PDFium匯出時的墨跡、自由文本及多邊形/多綫跡註解 - 修正自動填充文本的縮放算法以接近微軟Office Base： - 增加Firebird函式DATEDIFF與DATEADD，針對能被查詢設計者所用的一組函式 - 增加MariaDB/MySQL函式TIMESTAMPDIFF與TIMESTAMPADD，針對能被查詢設計者所用的一組函式 核心/通用： - 在主要視圖增加對觸控板縮放手勢的支援 - 匯出PDF時更新文件屬性中最後一次列印的時間 - 增加對文件主題的支援 - 增加對多重色彩漸變的支援 - 每個文件的縮圖可有特定語言的加速器管理員 - 增加對全形中日韓標點符號壓縮的支援 篩選器： - 支援以ZIP64格式生成之OOXML檔案 - 支援SVG檔案中以fe開頭的元素 這是最後一個支援FTP的版本。 |          |
| 24.2     | 2024年1月31日 | 新功能包括： Writer： - 註釋可設定樣式 - 可連結元素可以從導航器窗格拖入選定文本，並應用選定文本為連結文字 - 含有日文所需設定的模板加入到本地化分類 - 與Microsoft Word 2013相匹配的新換行算法 Calc： - 側欄函式面板新增搜尋框 - 支援ODF中的科學計數法 - 切換工作表的快速鍵可從最後向前切換 - 高亮選定單元格所屬的行列 Impress - 支援在字元對話方塊中使用小型大寫字母 Draw： - 支援導入多個頁面的TIFF Math： - 支援阿拉伯文數學公式 - 資源自訂數學字形 - 預設啓用行間數學公式 核心/通用： - 預設啓用「存儲自動回復資訊」與「總是生成備份檔案」 - 匯出PDF時在文件屬性中更新最後列印的時間 - 在LibreOffice中增加搜尋功能 - 基於Qt的用戶介面也支援按系統設定自動轉換淺色和深色主題 - 匯出配置時顯示提示文字 - 匯出配置時可以按所修改的值篩選 - Alt+NumPad在Windows上支援所有Unicode區段 - 加入額外的可編輯元資料字段 - 支援來自DOCX檔案的「Drawing Canvas」對象 - 實作ODF Wholesome Encryption - 支援SVG OOXML拓展 圖形介面 - 插入特殊字元對話方塊可以顯示字元的描述 - 在輸入密碼的同時顯示密碼强度 在地化： - 添加亞美尼亞語翻譯 |          |
| 24.8     | 2024年8月22日 | 這是首個支援使用ARM架構中央處理單元的Windows電腦的版本。 新功能包括： Writer： - 可以調節註釋窗格的寬度 - 可以通過快速選單選擇項目符號 Calc： - 添加FILTER、LET、RANDARRAY、SEQUENCE、SORT、SORTBY、UNIQUE、XLOOKUP、XMATCH函式 - 單元格焦點的三角標與單元格的内容分開 - 註釋可從導航器的滑鼠右鍵選單中編輯或刪除 - 匯出PDF時可自訂匯出的區域 - 自動篩選器添加鎖定的選項 - 顯示註釋作者的元資料是可選的 - 資料驗證可以對大小寫敏感 - 滑鼠指針視覺效果對色盲用戶更加友好 Impress： - 在常規視圖中可以通過滑鼠滾輪切換簡報 - 播放簡報時可在經編輯視圖或簡報控制臺修改的情況下立即更新内容，即使是在不同的螢幕中顯示 Draw： - 匯入PDF檔案時支援其中的平鋪式圖案 Base： - Firebird：存儲資料時可以自動完成 - 通過「ACE.OLEDB.12.0」連接MS Access mdb檔案 核心/通用： - 附加符號在螢幕顯示時不再被裁切 - 特殊字元對話方塊允許按Unicode碼位篩選字元 - 最近文件列表僅對當前模組顯示檔案 - 基本圖形分類新增「Sinusoid」圖形 - 控制字型、高亮及背景的按鈕在不同的會話中保留相應的值 篩選器： - 新增允許個人資訊不被匯出至檔案的選項 - 實現基於密碼的ODF密保方式 - 提升含大量自訂圖形的PPTX檔案的開啓速度 使用者介面： - 可以修改預設的項目符號選擇 - Writer的導航器中的按鈕與組合方塊現在可為螢幕閲讀器設定所需的屬性值 |          |
| 25.2     | 2025年2月6日  | 新功能包括： Writer： - 在轉移焦點至註釋時可以在導航器追蹤註釋，縮放含有註釋的區域的尺寸同時顯示視覺向導 - 為已開啓的檔案設定預設縮放比例的選項，可覆蓋現有檔案中所存儲的設定 - 可從導航器中刪除所有内容類型的内容（標題除外） - 頁數向導提供選項來適配現有留白，以避免重新分頁 - 用於管理追蹤頁面更改的對話方塊及側欄新增排序選項 - 縮放區域尺寸時顯示包含視覺向導的註釋 - 所有腳註皆可改為尾註，反之亦然 - 支援行間標題，常用於法律文書 Calc： - 選擇全部時，若一個單元格含有鄰近資料，選區將涵蓋鄰近單元格。下一個選擇全部的調用將會選擇全表。 Impress： - 在Impress匯出SVG檔案時支援分段的半透明文字 - 在視窗模式中可以激活自動重複的簡報頁面 - 軟邊緣和輝光特效可以用於文字框對象 - 對象可以在頁面中一次性居中對齊 Draw： - 匯入PDF時支援裁切路徑 Base - 支援Unicode ODBC調用 Math： - 數學公式可以存儲於用戶自訂的分類 核心/通用： - 支援macOS快速查看 - 在自訂預設數碼證書以後可以自動簽署檔案 - 設定文字顔色及背景色的命令可以分配快速鍵 - 支援粘貼HTML刪除綫格式 篩選器： - 支援ODF版本1.4 - 支援Visio VSTX檔案 使用者介面： - 支援使用Windows觸控螢幕縮放頁面 - 應用程式主題可以獨立於系統環境主題的方式自訂 在地化： - 添加幾内亞法語翻譯 這是最後一個支援Windows 7和8.1的版本。 |          |

## 部署案例
- 2010年，愛爾蘭城市利默里克逐步開始向開源解決方案轉移，以從軟體廠商的控制中解放，並提升自身的議價能力。[92]
- 2011年，法國法蘭西島（俗稱大巴黎地區）的行政當局，將LibreOffice及其他開源軟體放在USB隨身碟中，發給了大約800,000名學生。[93] [94]
- 2011年，丹麥哥本哈根地區的13間醫院，宣布他們將逐漸向LibreOffice轉移，共會影響25,000名員工。[95]
- 2012年，希臘Pylaia-Chortiatis （页面存档备份，存于）市在希臘開源社群的協助下，將行政當局的電腦轉移至LibreOffice。開源社群估計，此舉將能節省至少70,000歐元。[96]
- 2012年7月，西班牙城市拉斯帕爾馬斯，令市中1,200台電腦改用LibreOffice，估計省下400,000歐元。[97]
- 2012年，義大利翁布利亚政區當局發起一個專案，將5,000位市民組成初級群組，令他們轉移到LibreOffice。[98]
- 美國拉哥市是Linux精簡客戶端及開源軟體的長期使用者[99]，原本他們使用OpenOffice.org，於2013年改用LibreOffice。[100]
- 2013年六月，義大利博尔扎诺自治省當局，預計讓省政府的7000台電腦改為採用LibreOffice；此外，健康服務中也會有數千台以上的電腦採用LibreOffice及ODF格式。[101]
- 2015年，台灣宜蘭縣政府將縣內各級機關改採用LibreOffice與ODF格式。[102][103]
- 2016年，越南郵政電信集團令所有電腦（15,000多台）改用LibreOffice，[104]立陶宛警察將8,000多台工作站改用LibreOffice，估計省下1百萬歐元。[105]
- 2017年，比利時瓦隆大区多數市政當局使用包含LibreOffice在内的開源軟體及服務，至3月已有20,000多個公共機構應用。[106]西班牙加利西亚計劃年內在其中央政府的服務及部門內改為採用LibreOffice，至少6,000多台工作站將以此用作唯一的辦公套件。[107]義大利羅馬讓14,000多台工作站改用LibreOffice。[108]
- 2018年，土耳其卡赫拉曼馬拉什將全部PC工作站（大約有2,000多台）改用Pardus與LibreOffice。[109][110]阿爾巴尼亞地拉拿基本完成將城内1,000台PC工作站全部改用LibreOffice的計劃。[111]
- 2019年，葡萄牙塞沙爾市政廳各級機關1,100台工作站改用LibreOffice。[112][113]
- 2020年，德國什勒斯維希-霍爾斯坦計劃到2025年從Microsoft Office完全轉移到LibreOffice。[114]
- 2021年，俄羅斯國家原子能公司的附屬機構及多座核電厰的管理機構計劃轉移到Astra Linux，其中包含LibreOffice，共計15,000名使用者。[115]

## 外部連結
- 官方网站
- 官方部落格
- LIBREOFFICE DESIGN TEAM部落格
- LibreOffice的Facebook專頁
- LibreOffice的X（前Twitter）
- LibreOffice Design的X（前Twitter）
- YouTube上的LibreOffice頻道
- LibreOffice正體中文Wiki （页面存档备份，存于）（繁體中文）
- The Document Foundation - Home of LibreOffice （页面存档备份，存于）（英文）

### 參與中文翻譯
- LibreOffice官方翻譯網站 （页面存档备份，存于）